# Robert Simon (Wasserspringer)
Robert Simon (* 23. Juni 1913 in Roulans; † 14. August 2000) war ein Pfarrer von Saône (Doubs) in Frankreich, der durch die Veranstaltung von Turmsprüngen bekannt wurde.

## Leben
Simons Vater starb 1917 im Ersten Weltkrieg. Er wuchs zusammen mit seinen beiden Brüdern bei seiner Mutter in Besançon auf.
Simon hatte bereits als Kind mit dem Turmspringen begonnen. Im Alter von zehn Jahren sprang er von einer 10 Meter hohen Eisenbahnbrücke in Besançon in den Doubs. Später, als er beim Panzerregiment 506 in Besançon diente, sprang er aus 20 Metern Höhe.
Simon studierte zunächst Philosophie, im Jahr 1933 begann er sein Theologiestudium. 1934 absolvierte er seinen Wehrdienst. Am 29. Juni 1938 wurde er zum Priester geweiht. Am 15. August 1944 kam er in seine kleine Pfarrei nach Saône. Dort musste er 700 Seelen betreuen und sich um eine alte, baufällige Kirche kümmern. Er machte Pläne und Berechnungen für diese Kirche. Um sie wiederherzustellen und zu vergrößern, brauchte er aber eine Summe von rund 70.000 Francs (4.000 Euro). Im Jahr 1947 suchte er seinen Bischof, den Erzbischof von Besançon, auf und erzählte ihm von seiner Idee, durch die Veranstaltung von Turmsprüngen seine Kirchenkasse zu füllen. Der Erzbischof erteilte dem jungen Geistlichen die Erlaubnis zu seinem Vorhaben. 
Im August 1951 fanden in Villers-le-Lac im Doubstal Sportveranstaltungen statt. Dabei hatte man auch ein internationales Turmspringen vorgesehen und kündigte das Auftreten eines unbekannten Turmspringers an, der aus einer Höhe von 35 Metern springen werde. Der schwankende Turm war 30 Meter hoch. Nach kurzer Überwindung – Simon war bislang nie aus einer solchen Höhe gesprungen – sprang er ab. Er war schlecht abgekommen und musste entsprechende Drehbewegungen machen, um seine Lage zu verbessern und der Gefahr einer Bauchlandung zu entrinnen. Die Sprung war gelungen. 
Von dem Geld, das Simon verdiente, konnte er seine Kirche notdürftig instand setzen. Doch er hatte noch andere Arbeiten in Angriff genommen, vor allem eine Kapelle für den Religionsunterricht, und träumte auch von einem elektrischen Glockenwerk. Daher musste er seine Sportvorführungen fortsetzen. Er sah auf der Pariser Messe einen Metallsprungturm von 35 Meter Höhe. Er kaufte ihn für 200.000 Francs und bezahlte diesen Betrag in drei Monatsraten. Dazu stellte er noch einen Seiltänzer an und kaufte eine Trompete. Jede Vorstellung verursachte 100.000 Francs Unkosten. Die Eintrittskarten kosteten 100 Francs. Das bedeutete also erst Einnahmen, wenn mehr als 1000 Zuschauer anwesend waren. Innerhalb eines Jahres wagte er siebenmal sein Leben, indem er von dem 35 Meter hohen Turm sprang. Er erzielte dabei einen Gewinn von 100.000 Francs (12.000 DM). Bis zum Jahr 1962 absolvierte er mehr als 110 Turmsprünge aus einer Höhe von über 30 Metern.